# Loire 501
Loire 501 là một loại tàu bay huấn luyện và liên lạc của Pháp trong thập niên 1930, do hãng Loire Aviation chế tạo. Nó được trang bị cho Hải quân Pháp và phục vụ cho đến năm 1940.

## Quốc gia sử dụng
Pháp
- Hải quân Pháp

## Tính năng kỹ chiến thuật
Dữ liệu lấy từ War Planes of the Second World War:Volume Five, Flying Boats 
Đặc điểm tổng quát
- Kíp lái: 3 tới 4
- Chiều dài: 11,08 m (36 ft 4¼ in)
- Sải cánh: 16,00 m (52 ft 6 in)
- Chiều cao: 4,47 m (14 ft 8 in)
- Diện tích cánh: 39,4 m2 (424 ft2)
- Trọng lượng rỗng: 1.388 kg (3.053 lb)
- Trọng lượng có tải: 2.155 kg (4.740 lb)
- Powerplant: 1 × Hispano-Suiza 9 Qd, 261 kW (350 hp) mỗi chiếc

Hiệu suất bay
- Vận tốc cực đại: 195 km/h (121 mph)
- Vận tốc hành trình: 87 km/h (140 mph)
- Tầm bay: 1.100 km ( dặm)
- Trần bay: 4.850 m (15.900 ft)